# Cibreiro (Boborás)
Cibreiro es un lugar de la parroquia de Astureses del municipio de Boborás en la comarca de Carballiño . Tenía 11 habitantes en 2023 según datos del INE  y del IGE, de los cuales 4 eran hombres y 7 mujeres. Eso supone una reducción de la población respecto a 2010, cuando contaba con 17 habitantes (10 hombres y 7 mujeres).